# Уганди (историческая область)
Не следует путать с государством Уганда.

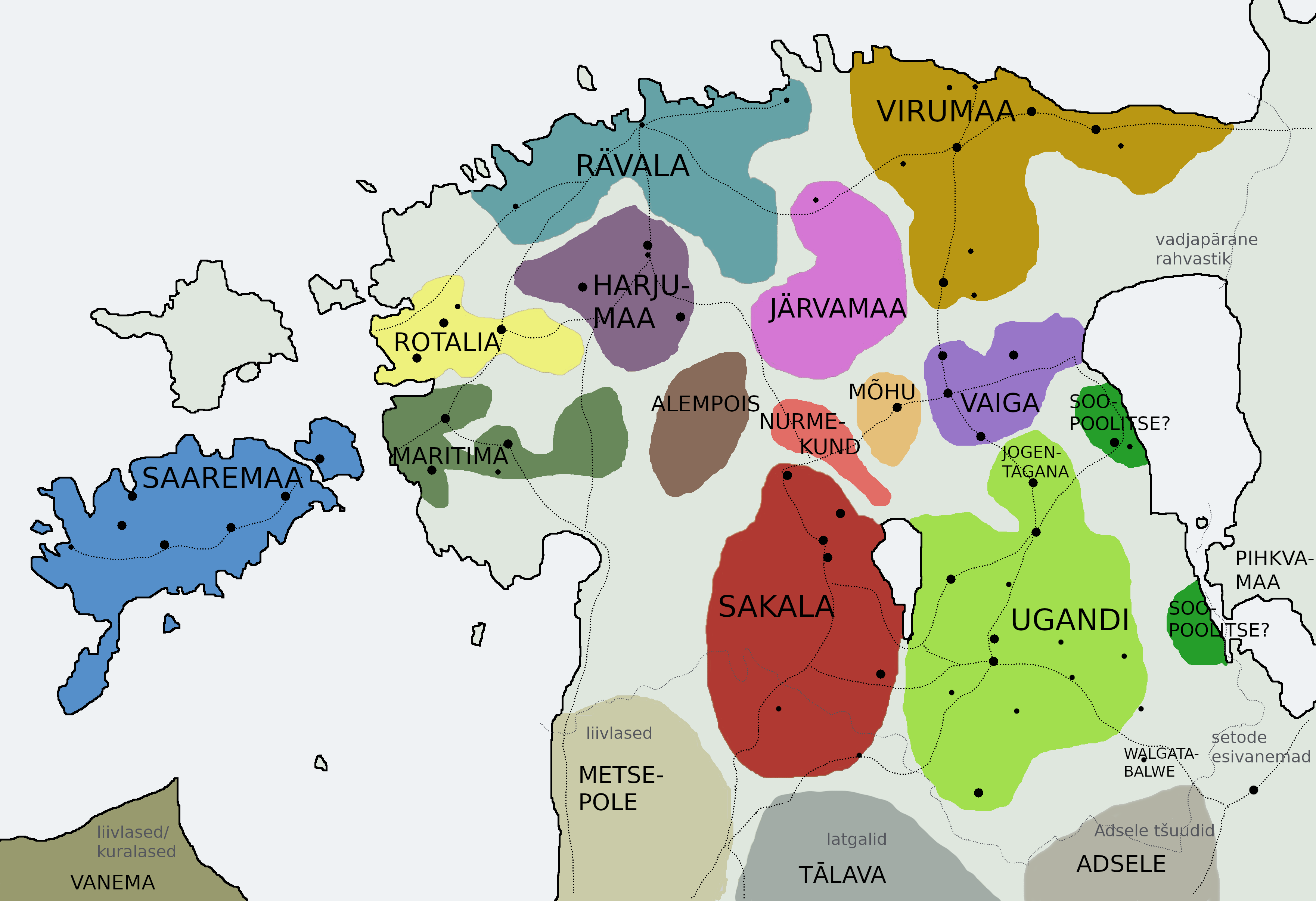
Земли эстов

У́ганди (эст. Ugandi, Ugala, Унга́вния лат. Ungannia, Ugaunia; латыш. Ugaunija; н.-нем. Uggn) — одна из восьми исторических областей (маакондов) на юго-востоке современной Эстонии с городами Тарту и Отепя, а также название одного из финно-угорских племён (союза племён), проживавших на этой территории. Граничила с землями псковских кривичей.
В латышском языке производное от топонима — латыш. Igaunija — обозначает всю современную Эстонию, также, как и название земли кривичей (латыш. Krievija) — для обозначения всей России.
Об Уганди как современной административно-территориальной единице (уезде, мааконде) Эстонии см. «Административное деление Эстонии».

## Государственная принадлежность
- 1030—1061 годы — в составе новгородских земель Древнерусского государства.
- В начале XIII века захвачена орденом меченосцев и передана Дерптскому епископству;
- С 1561 года в составе инфлянтов Речи Посполитой;
- С 1629 года у Швеции.
- С 1710 по 1919 год — в составе России (Дерптский и Верроский уезды Лифляндской губернии);
- В 1919—1940 годах — уезды (мааконды) Тартумаа и Вырумаа Эстонской республики.
- С 1940 по 1991 год в составе СССР (Тартуский и Выруский районы Эстонской ССР);
- C 1991 года — уезды (мааконды) Тартумаа, Пылвамаа, Вырумаа и половина уезда Валгамаа современной Эстонской республики.

## Общие сведения

### География
Земля Уганди лежит между землёй Сакала с озером Выртсъярв (эст. Võrtsjärv, нем. Wirzsee) на западе и Чудским озером (эст. Peipsi järv) на востоке. С севера к ней в древности примыкали (с востока на запад) земли Сакала, Мыху и Нурмекунд, а с юга — земли Псковского княжества на западном берегу Псковского озера (эст. Lämmijärv). Площадь Уганди современный английский источник[какой?] оценивает, в старинных английских мерах, примерно в 3000 гайд.

### Этимология
Первое упоминание топонима — у Генриха Латвийского (лат. Ugaunenses, в русском переводе Унгавния). В результате северного крестового похода (название в современной эстонской историографии) Уганди отвоёвана у русских и присоединена к Дерптскому епископству.
Этимология Ugandi, Ungannia, Ugaunia и т. п. противоречива. Связь между именем земли (Ugandi) и одним из холмов на ней (эст. Uandimägi) кажется очевидной. Однако что было в паре Ugandi—Uandimägi первичным, территория или холм на ней, не выяснено. Если первым назвали холм, то в этом случае неизвестной становится этимология его имени.
Выдвигается также гипотеза, что землю так назвали русские, от слова «юг» (англоязычный источник приводит в качестве примера Югославию). Но для её принятия надо доказать, что к северу от угандийцев постоянно жили славянские племена, которые могли бы не только назвать угандийцев «южными», но и заставить их принять это имя как самоназвание.
Вместе с тем ещё в XIX веке лингвисты отмечали, что латыш. Igaunija схоже c igganni (изгнанники) в латгальском — видя в этом память о вытеснении этого народа на север. Эта гипотеза косвенно подтверждается находками более древних следов пребывания финно-угорских племён к северу от Двины. Оттуда угандийцев могли вытеснить на север более развитые ливы и летты — последние (латгальцы) как раз и являются ближайшими соседями Уганди на юге.

### Городища и очаги культуры
Размышляя о том, где мог находиться «центр власти» этого племени, Toivo Miljan называет два возможных варианта. Это Оденпе и Тарбату.
В Оденпе, на холме, ныне называемом Линнамяги (эст. Linnamägi, Городская гора), действительно некогда находилось городище эстов. В русской летописи за 1115 год оно названо «Медвежья голова»; в немецких же хрониках не упоминается ни местное название, ни его перевод. Таким образом, оригинальное древнеэстонское название городища до нас не дошло. Тем не менее, Toivo Miljan предполагает, что не только холм схож с головой медведя, но и сам медведь мог быть священным животным для угандийцев.
Городище Тарбату на реке Эмайыги (русское название Омовжа), по предположению Toivo Miljan, было построено около 600 года. Располагавшееся на восточном склоне Тоомемяги (эст. Toomemägi), находящемся в черте современного города Тарту, этот населённый пункт, по мнению учёного, также мог быть важным центром в Уганди.

## Хроники земли Уганди
В современной эстонской литературе земля Ugaunia называется Ugandi или Ugala (Угала). В Латвии всю Эстонию до сих пор называют Игауния (Igaunija) по имени Угаунианцев (Ugaunians) — своих древних воинственных соседей. Вместе с тем, в эстонском фольклоре жители Уганди — Ugaunians (ugalased) представляются как вражеские воины или разбойники. Например, одна из народных песен из Вильянди призывает поторопиться со сбором урожая — «иначе нападут угандийцы». Слово «угалан» (Ugalane) — пренебрежительная кличка неотёсанной деревенщины (ср. рус. скобарь).

### Крепость на Омовже
В 1030 году Ярослав I Мудрый заложил на Омовже крепость, назвав её своим христианским именем Юрьев и назначил местным жителям ежегодную дань. Правление Киевской Руси здесь продолжалось 30 лет. В 1061 году, как сообщает древняя восточнославянская хроника, город Юрьев был сожжён людьми из Сакалы или эзельцами (англ. Œselians) с острова Сааремаа (Ösel), или Soopoolitse).
Новгородские посадники и псковичи нередко ходили на угандийцев в XII веке, но их власть на этой территории так никогда и не приобрела устойчивой формы, как это было у Полоцкого княжества в Ливонии, считает историк Денис Хрусталёв.
Городище Медвежья голова брали в 1116 и 1193 годах, Юрьев — в 1134 и 1192 годах. Сами угандийцы тоже несколько раз ходили под Псков.

### Появление крестоносцев
В начале XIII века объявляется новый опасный враг. Немецкие крестоносцы закладывают крепость у устья Двины и начинают экспансию, обращая местные племена в христианство. Южные соседи угандийцев, латгалы (они же летты) увидели в крестоносцах потенциальных союзников против своих завзятых врагов. Угандийцы запросили о продолжении перемирия с новыми соседями, но те выставили список предварительных условий. В частности, они потребовали виру за прежний инцидент. Много лет назад угандийцы, по наущению ливов, ограбили караван немецких купцов на Даугаве. И вот в 1207 году крестоносцы направили к угандийцам священника Алабранда, чтобы через него затребовать компенсацию. Но ответа не поступило.
На следующий год летты и тевтонцы отправили в Угандию новых послов, которые по возвращении забрали с собой заложников для ведения переговоров. Угандийцам предложили «вечный мир» при условии, что они вернут награбленное и примут христианство. Однако они отказались и вырвались из рук своих сопровождающих, угрожая леттам прекрасно заточенными копьями. Тогда крестоносцы и летты пошли на угандийцев войной. Они сожгли городище Оденпе и вернулись с пленными и с награбленной у угандийцев добычей.
На это угандийцы ответили встречным набегом на латгалов и сожгли их живьём. Ливонцы и рижский епископ решили замирить врагов и послали того же священника Алабранда на новые переговоры в Оденпе. Алабранд решил использовать предоставленную ему возможность для того, чтобы провести миссионерскую проповедь и обратить язычников во Христа. Кое-кто из угандийцев хотел убить попа, и лишь статус посла защитил христианина от гнева языческого. В итоге угандийцев удалось склонить к миру с епископом Риги — организатором и вдохновителем всех местных крестовых походов.
В 1210 году новгородский князь Мстислав Удатный и его брат Владимир, князь Псковский послали на угандийцев дружину. Восемь дней они сидели в осаде вокруг Оденпе (нем. Odenpäh). У защитников городища иссякла вода и еда, и они запросили мир. Они согласились принять христианство и заплатить дань в 400 ногат (название счётной единицы, равной гривне кун, происходит от эст. nahad — мех). Тем же летом угандийцы из Оденпе предпочли присягнуть командиру крестоносцев Бертольду Венденскому (Bertold of Wenden), после чего продолжили набеги на земли леттов.

### Геноцид 1215 года
Как являл собой боевой дух угандийцев и их противников, записал в своих хрониках Генрих Латвийский. В 1215 году несколько финно-угорских племён (Генрих называет их собирательно «эсты») составили союз с целью разорить Ливонию. Перед каждым племенем стояла задача: «эзельцы должны были осадить Ригу и загородить гавань на Двине, роталийцы — напасть на торейдских ливов, а жители Сакалы и Унгавнии — в это время опустошить землю леттов, чтобы ливы и летты, задержанные войной у себя, не могли прийти на помощь рижанам».
Действия эзельцев на море были неудачны. Роталийцы, вступив в Ливонию (Метсеполе), нашли лишь пустые деревни, которые они разорили и сожгли: сами ливы с жёнами и укрылись в замках. Узнав о провале морского десанта эзельцев, и о намерении ливов выступить в поход, роталийцы бежали в свою землю, не дожидаясь справедливого возмездия. «Отличились» в этой кампании лишь жители Сакалы и Унгавнии. Осадив с большим войском замок Аутине, они узнали, что на помощь осаждённым выступили «братья-рыцари из Вендена». Подобно другим участникам «антиливонской коалиции», саккальцы с угандийцами также бежали с поля боя. Добежав под вечер до Трикатуи, эсты

застали там Талибальда, вернувшегося для купанья из лесного убежища, схватили его и с жестокостью стали заживо жечь на огне, грозя смертью, если не покажет им, где все его деньги. И он предъявил им пятьдесят озерингов, но те не перестали жечь его. Тогда сказал Талибальд: «Если я укажу вам все деньги мои и детей моих, вы все равно меня сожжёте», и не захотел ничего больше указать им. Тогда они вновь положили его на огонь и жарили, как рыбу, пока он, испустив дух, не умер.— Генрих Латвийский. Хроника Ливонии
На это сыновья Талибальда ((эст. Talibald, латыш. Tālivaldis)), Рамеко и Дривинальде, ответили симметрично. Они собрали войско из леттов, своих друзей и близких, а заодно и «братьев-рыцарей из Вендена с прочими тевтонами»

вступили они в Унгавнию, опустошили и предали огню все деревни, а мужчин, каких могли захватить, всех сожгли живыми, мстя за Талибальда. Сожгли все их замки, чтобы не было у них там убежища. Искали врагов и в тёмной чаще лесов, нигде от них нельзя было укрыться, и вытащив оттуда, убивали. Женщин и детей увели с собой в плен, захватили коней, скот, большую добычу и вернулись в землю свою.
На возвратном пути встретились им другие летты; пошли и эти в Унгавнию и докончили оставленное первыми: добрались до деревень и областей, куда не доходили те, и если кто до сих пор уцелел, не миновал гибели теперь. И захватили они многих, и перебили всех мужчин, и повлекли в плен женщин и детей, и увели скот, взяв большую добычу.

Возвращаясь, по дороге встретили ещё лэттов, собравшихся в поход в Унгавнию. Эти тоже стремились награбить добычи и отомстить убийствами за родителей и близких, умерщвленных эстами. И прошли они в Унгавнию и грабили её и уводили в плен людей не меньше первых. Они захватывали тех, кто возвращался из лесу на поля и в деревни за пищей; одних сжигали на огне, других кололи мечом; они истязали людей разными пытками до тех пор, пока те, наконец, не открыли им, где спрятаны деньги, пока не привели во все свои убежища в лесах, пока не предали в их руки женщин и детей.— Генрих Латвийский. Хроника Ливонии
Но и трижды повторённое истребление соседнего народа «не смягчило души леттов», пишет Генрих. Захватив деньги и всё имущество, женщин и детей до последнего человека и всё, что ещё оставалось, они прошли по всем областям вплоть до Дорпата, не щадя никого. И только тогда «отомстив таким образом своим врагам, весело возвратились домой со всей добычей».
Но хоть, наконец, на четвёртый раз летты «весело возвратились домой», страдания угандийцев на этом не прекратились. У епископа оставалась неисполненной личная задача — крестить язычников. Цель была поставлена жёстко: крещение или смерть. «Ибо думали они либо воевать до тех пор, пока уцелевшие эсты не придут просить мира и крещения, либо истребить их совершенно». И потому «…снова собрались вместе Бертольд Венденский со своими и Теодерих, брат епископа, с рыцарями и слугами, и сыновья Талибальда со своими лэттами; отправились с войском в Унгавнию…»

Они обошли кругом все области… сжигая деревни и убивая мужчин; захватили женщин и детей и, нанеся вред, какой могли, вернулись в Ливонию; вернувшись, тут же отрядили других, чтобы снова идти в Унгавнию и нанести такой же вред, а когда те возвратились, были посланы третьи…
Всего земля Уганди была подвергнута девятикратной «зачистке»: «Не имели покоя и сами они, пока в то же лето девятью отрядами окончательно не разорили ту область, обратив её в пустыню, так что уж ни людей, ни съестного в ней не осталось». Речь уже шла не об убийствах «в порыве страсти», а о планомерном, методичном геноциде, который сопровождало хладнокровный подсчёт умерщвлённых:

Дошло до того, что у сыновей Талибальда перевалило уже за сотню число врагов, которых они, мстя за отца, сожгли живыми или умертвили другими муками, не говоря о бесчисленном множестве других, кого истребили лэтты, тевтоны и ливы.
Только после этого епископ был спокоен: «…перебили их; деревни, какие ещё оставались, сожгли и всё, что прежде было недоделано, тщательно закончили». Фактически угандийцы как способный к самовоспроизводству народ в 1215 году был ликвидирован. В 1217 году земля Уганди в битве при Вильянди не участвовала.
От нескольких оставленных в живых угандийцев епископ, наконец, получил необходимое добровольное заявление от имени народа о желании принять крещение. К ним, ради формы, предъявили формальное требование вернуть имущество некогда ограбленных немецких купцов и выдать их убийц. Зная, что каратели вывезли из Угандии подчистую всё (включая и искомое добро), а причастные к давнему эпизоду наверняка были ликвидированы в ходе тотального истребления угандийцев, епископ с этими доводами согласился, и, наконец, послал священников для крещения тех, кто мог ещё оставаться на девятикратно опустошённых землях или успел уже перебраться на них из других мест.

### Борьба с Новгородом
Услышав о том, что земли Уганди обезлюдели, а крестоносцы со своей миссией дошли до Омовжи, псковский князь Владимир послал туда свои дружины. Однако немцы укрепили Оденпе, и впоследствии стали брать с собой и местное население в набеги на земли псковичей и новгородцев. Приняв крещение, угандийцы вместе с крестоносцами, ливонцами и леттами пошли войной на одноплеменные им земли Ярвия и Вирония, где племена эстов пока пребывали в язычестве. Тем временем псковский князь Владимир выслал новую осаду под Оденпе. Подоспели Гаррийцы и эзельцы, после чего крестили народ в Сакале. Собравшись в поход вместе с эзельцами, новгородцы вновь осадили Оденпе 20-тысячным войском. Но в то же самое время уганийцы с крестоносцами напали на Новгород, Виронию и водь (англ. Votians).
В 1220 году угандийцы восстали против немцев. Из Сакалы прислали им в Тарбату и Оденпе окровавленные мечи, которыми они убили немцев. В Тарбату они бросали жребий, кого лучше принести в жертву, священника Хартвига или быка, так как те оба были одинаково жирны. К счастью для священника, жребий пал на быка. После этого угандийцы решили вновь вернуться на сторону новгородцев. Русские князья из Пскова, Новгорода и Суздаля выслали в Уганди 20-тысячное войско. Люди из Юрьева (Дорпата) выслали им навстречу богатые дары; приветствовали русских и в Оденпе.
Русские оставили Вячко на правление в Уганди и любой другой чудской земле, с которой он сможет взять дань. Однако в 1224 году крестоносцы вернули контроль над всеми землями в материковой эстляндии. Епископ Герман Буксгевден взял в своё управление Уганди, а Сакала досталась ордену. Оденпе оказался под правлением епископа Германа, а Юрьевом по-прежнему правили Вячко и его русские дружинники. Однако в конце этого года Юрьев был покорен, и все его защитники — как угандийские, так и русские были убиты.
После этого епископ Герман принялся укреплять Оденпе и  Юрьев (Дорпат), который он избрал для своего престола, а также Оденпе. После этого Герман и его угандийские вассалы нередко бились с новгородцами. Однако Александр Невский в 1242 году одержал над ними верх в Ледовом побоище. В дальнейшем имя Уганди из употребления вышло, и земли эти стали звать епископством дерптским.